# Alertshausen
Alertshausen (mundartlich Alertshause) ist ein Ortsteil von Bad Berleburg im Kreis Siegen-Wittgenstein in Nordrhein-Westfalen. Der Ort gehört seit der Gebietsreform im Jahre 1975 zum Stadtbereich Bad Berleburg und war bis zur Eingemeindung eine selbständige Gemeinde des Amtes Arfeld im damaligen Kreis Wittgenstein.

## Geografie
Alertshausen liegt im südöstlichen Teil des Bundeslandes Nordrhein-Westfalen im östlichen Teil des Wittgensteiner Landes, in unmittelbarer Nähe zur hessischen Grenze. Durch den Ort führt die Landstraße 877. Im Ort gibt es 20 Brücken. Die höchste Erhebung ist die Hohe Warte.
Auf dem Gebiet waren drei Mühlen aktiv. Die Obere und die Untere Mühle, sowie eine Sägemühle die zur Verarbeitung des heimischen Holzes diente.

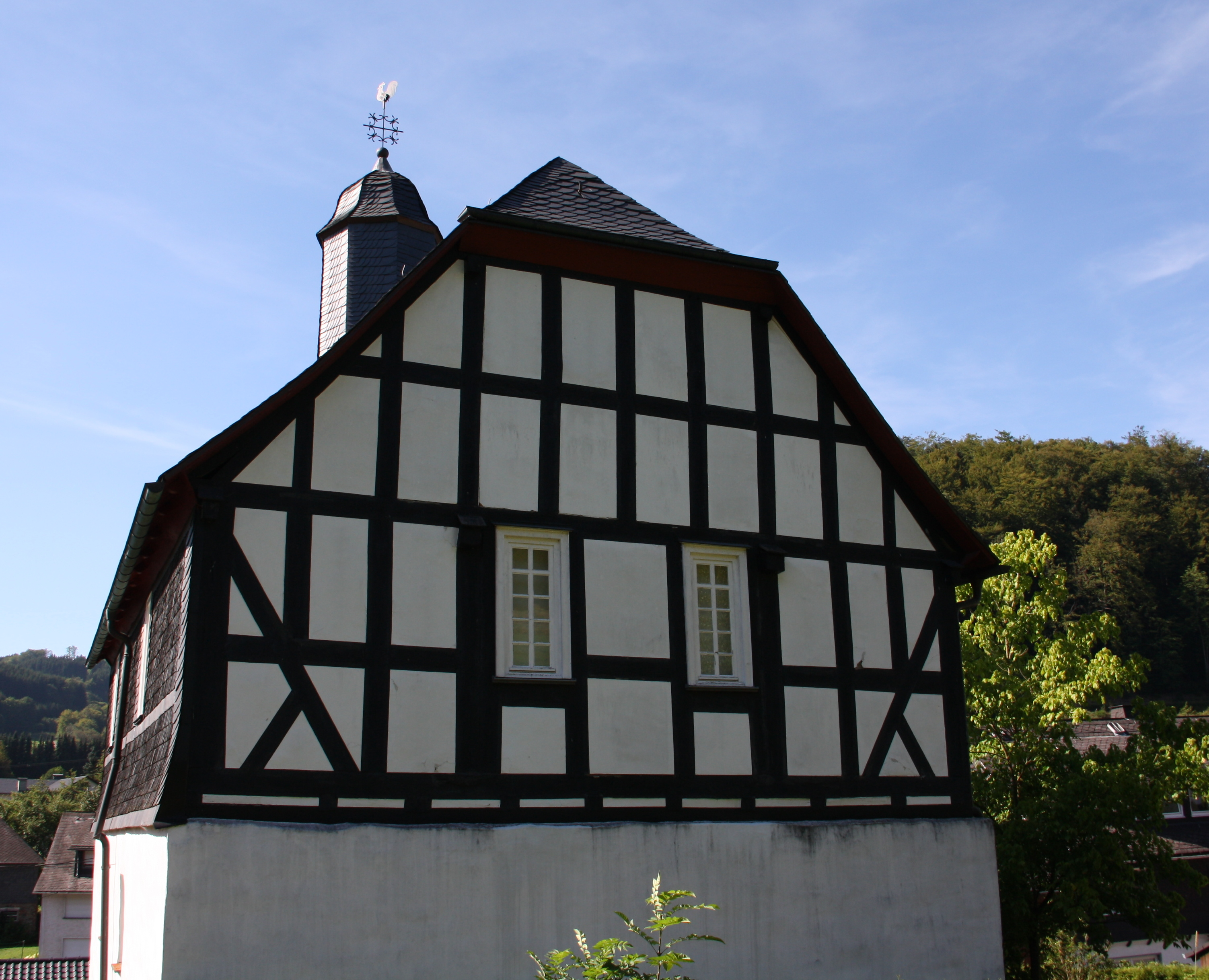
Kapelle in Alertshausen

Alertshausen liegt am Elsoffbach.

## Geschichte

### Die Anfänge
Der geschichtliche Rückblick geht bis in das 8. Jahrhundert zurück. Zu dieser Zeit, unter der Regentschaft Karls des Großen, fand die eigentliche Besiedlung des Wittgensteiner Landes statt. Das Volk der Franken beherrschte den südlichen Teil des heutigen Deutschlands. Der nördliche Teil wurde von den Sachsen geprägt. Franken und Sachsen waren direkte Konkurrenten im Machtgebilde jener Zeit. Absicht der Franken war, den Hessengau gegen kriegerische Einbrüche der Sachsen zu schützen. Diese Streitigkeiten gipfelten in den von 772–804 geführten Sachsenkriegen. Im Jahre 778 fand in der Nähe der hessischen Ortschaft Laisa eine Schlacht zwischen den beiden Rivalen statt. 1747 wurden 1000-jährige Münzen in Alertshausen gefunden. Es ist anzunehmen, dass diese Münzen von durchziehenden Truppen auf dem Marsch verloren gegangen sind. Ob in dieser Zeit schon eine dauerhafte Besiedlung in Alertshausen stattgefunden hat, kann nicht genau gesagt werden. Nach der völligen Unterwerfung der Sachsen folgte die planmäßige Besiedlung des heutigen Wittgensteins sowie des Elsofftals. Gesicherte Dokumente der Besiedlung finden sich erst wieder in der Erstbelegungsurkunde aus dem Jahre 1059.
Der adlige Grundherr -Buobo von Elsoff- vollzog in diesem Jahre die Abspaltung von der raumländischen Mutterkirche. Um in Elsoff die Messe, Taufe und die Fürbitte der Verstorbenen abhalten zu dürfen, übertrug er der Kirche zu Raumland einen Teil seiner Ländereien. In der dazugehörenden Urkunde tauchen die Ortschaften Schwarzenau, Beddelhausen, Elsoff und Alertshausen auf. Ebenfalls finden sich die im 14. Jahrhundert wüst gewordenen Dörfer Gospershausen, Breitendelle, Ruihena und Leinefa wieder.

#### Erstbelegung
Die Erstbelegung von Alertshausen fällt in die Regierungszeit von Heinrich IV. Aus einer Urkunde (Nachzeichnung) des Wittgensteiner Archivs aus dem 18. Jahrhundert geht hervor, dass der adlige Buobo von Elsoff, Überlieferungen zufolge ein aus dem Hause Hollende (Kr. Marburg) stammender Grundbesitzer in Elsoff „auf dem Scheid“ gewesen war und im Jahre 1059 die Abspaltung von der Mutterkirche durchführte.
Das kirchliche Leben war abhängig von der Mutterkirche in Raumland (Rumlandun). Um sich aber von der Mutterkirche abkapseln zu können und in der Kirche zu Elsoff die Messe, Taufe und auch die Fürbitte der Verstorbenen abhalten zu dürfen, übertrug Buebo der Kirche zu Raumland einen Teil seiner Ländereien, die er unter Erzbischof Luobold des Bistums Mainz erhalten hatte. Diese Grundherrschaft dehnte sich über mehrere Ortschaften aus: Schwarzenau, Beddelhausen, Elsoff und Alertshausen. Daneben befanden sich noch Gospershausen, Breidendelle, Ruihena und Leinefa. Wann und warum die drei letztgenannten Orte wüst geworden sind, ist nicht feststellbar; vermutlich in der großen Wüstungsperiode des 14. Jahrhunderts.
Alertshausen, welches sich am äußeren Rand des Herrschaftsbereiches des oben genannten Buobo befand, wurde durch die Herrschaft des Rittergeschlechts von Diedenshausen beeinflusst, das erstmals 1194 urkundlich erwähnt wird. Die Burg des Rittergeschlechts wird vermutet, wo heute die Kapelle steht. Bei Renovierungsarbeiten sind Mauerreste aus jener Zeit gefunden worden. Die Ritter waren hessische Burgmannen zu Battenberg wie auch kurkölnische Burgmannen zu Hallenberg. Die Ausdehnung des Grundbesitzes war weit verstreut. Grundbesitz im Edertal sowie im wittgensteinisch-hessischen Grenzbereich und im Elsofftal. Dazu gehörte auch Besitz im Bereich von Alertshausen.
Im Ausgang des 14. Jahrhunderts starben die Ritter von Diedenshausen aus. Das Erbe ging 1394/1395 an das Geschlecht von Viermünden. Von diesen ging der Besitz weiter an die Geschlechter von Dersch, von Winter und Grafschaft. Diedenshäuser Besitz in Alertshausen ist im Güterverzeichnis Haina (Kloster) in der Zeit um 1250 verzeichnet. Darin heißt es: „Amelbert von Battenberg (Battenburg) vertauschte dem Kloster Haina eine Hufe zu Mohnhausen (Manhusen) gegen eine andere in Alertshausen (Aldolveshusen), die Godebert d. Ä. von Diedenshausen (Dedilshusen) dem Kloster übertragen hatte.“
Weitere Urkunden (Staatsarchiv Darmstadt) führen zum 8. September 1394, als Gerlach von Diedenshausen zur Tilgung von Schulden mehrere Besitzungen und Rechte an die Ritter von Viermünden abtritt. Unter anderen auch ein Gut zu Alertshausen.

### Das mittelalterliche Dorf
Im Jahre 1194 wird erstmals die Vogtei Elsoff erwähnt. Alertshausen ist Teil der Vogtei und somit unabhängig von den wittgensteiner Grafen. Nach der Selbständigkeit der wittgensteiner Grafen im Jahre 1238 wurde ca. 1250 auf dem Berg Hohe Warte eine burgähnliche Befestigungsanlage errichtet. Diese stellte eine eindeutige Grenzmarkierung zwischen Battenberg und Wittgenstein dar. Eine Burg im klassischen Sinne ist diese Anlage nicht gewesen. Rückführend auf die Bezeichnung „Hohe Warthe“ ist davon auszugehen, dass es sich eher um einen Beobachtungsturm mit einer Wallanlage gehandelt hat. Überreste der Anlage sind Anfang des 20. Jahrhunderts zum Brückenbau verwendet worden.

#### Das Dorf als Teil der Vogtei Elsoff
Die erstmalige urkundliche Belegung der Vogtei ist auf das Jahr 1194 durch den Erzbischof Konrad von Mainz zurückzuführen. Der Erzbischof übertrug die Vogteigewalt – also die Ausübung der Verwaltung und Gerichtsbarkeit – den Grafen Widekind und seinem Bruder Volkwin von Naumburg (Kr. Wolfhagen). Als Zeugen werden Graf Werner von Wittgenstein, Gottfried von Hatzfeld und Godebert von Diedenshausen genannt. Aufgrund verwandtschaftlicher Beziehungen zwischen den Grafen von Naumburg und dem in der Erstbelegungsurkunde von Alertshausen auftauchenden Buobo, der wiederum mit den Grafen von Hollende (Kr. Marburg) verwandt war, kann die Vogtei schon nach 1059 zum kurmainzischen Besitz gehört haben.
Im Jahre 1276 starben die Grafen von Naumburg aus. 1428 ist Graf Johann von Wittgenstein Besitzer der Vogtei. Wer in der Zwischenzeit die Herrschaft über die Vogtei hatte, kann nicht eindeutig gesagt werden.
1464 übernimmt die Landgrafschaft von Hessen das mainzische Amt Battenberg. Die Verwaltung des Amtes übernahm auf Weisung des Landgrafen ein Rentmeister, der auch den Vorsitz im Landgericht Battenberg innehatte. Das Landgericht der Vogtei Elsoff gehörte ebenfalls dazu. 1506 wurde die Grafschaft Wittgenstein zum ersten Mal geteilt. Die Söhne des Grafen Eberhard teilten sich die Herrschaft und Regierung im Land. Der ältere Sohn, Graf Wilhelm, erhielt die Stadt Laasphe mit Schloss Wittgenstein und die Ämter Wittgenstein und Richstein. Alertshausen fiel als Teil der Vogtei Elsoff ebenfalls unter Graf Wilhelms Regierung.

### Neuzeit
Als große Veränderung stellt sich die im Jahre 1534 durch die von Wittgensteiner Grafen durchgeführte Reformation dar. Die Alertshäuser Bevölkerung wechselte vom katholischen zum reformierten Glauben über. In dieser Zeit, 1553, wird die Kapelle zum ersten Mal urkundlich erwähnt. Der erste Glockenkauf fand 1647 statt.
Der Dreißigjährige Krieg (1618–1648) zog Alertshausen in große Mitleidenschaft. Einquartierungen, Plünderungen sowie zwei Pestepidemien im Jahre 1625 und 1636 rafften fast 2/3 der Bevölkerung und Häuser hin. Am Ende dieses Massensterbens bleibt festzuhalten, dass Alertshausen nicht nur das am stärksten entvölkerte Dorf der Vogtei, sondern der ganzen Grafschaft Wittgenstein war.
Im Jahr 1629 kam es in Alertshausen zur Verurteilung einer Hexe. Die im Ort wohnende Margarete von Alertshausen wurde verhaftet und auf Schloss Wittgenstein geköpft und verbrannt. Ein Jahr später wurde Mebes (Bartholomäus) Dienst ebenfalls ein Opfer der heiligen Inquisition. Am 10. Juni 1630 wurde Mebes Dienst in Alertshausen verhaftet, nach Schloss Wittgenstein gebracht und in den Kerker geworfen. Am 11. Juni 1630 fand das erste Verhör statt. Diese zogen sich bis zum 9. Juli 1630. An diesem Tag wurde er der Zauberei schuldig gesprochen und auf dem Scheiterhaufen verbrannt.

#### Dreißigjähriger Krieg
Die Schrecken des Dreißigjährigen Krieges erreichten Alertshausen 1622, also vier Jahre nach seinem Ausbruch. Die Zwangsabgaben mit der Einquartierung katholischer Truppen bis 1627 ließen ganze Landstriche verarmen, da nicht nur Quartier, sondern auch für die Verpflegung und Sold aufzukommen war. Not und Elend waren allgegenwärtig. Immer wieder kam es zu Plünderungen sogenannter „streifender Parteien“ aus dem kurkölnischen Raum.
Der Nachbarort Diedenshausen wurde 1633 in Schutt und Asche gelegt. Um einem erneuten Einfall dieser Banden zuvorkommen zu können, wurden durch die Bevölkerung Wachposten auf Bergen und Bäumen eingerichtet. Diese Posten sollten die Bewohner der einzelnen Dörfer frühzeitig warnen, damit Vieh und Gut in Sicherheit gebracht werden konnten. Dieser Wachdienst brachte aber keinen nennenswerten Erfolg, so dass die Bandentätigkeit aus dem kölnischen Raum weiter fortgesetzt wurde.
1634 wurden aus Alertshausen 15 Pferde, 80 einjährige Rinder und 400 Schafe geraubt. Außerdem wurden auch Einrichtungsgegenstände sowie Bekleidung entwendet. Um sich die gestohlenen Tiere und Gegenstände aus dem kölnischen Besitz zurückholen zu können, wandten sich die Alertshäuser mit einer Bittschrift an den Grafen, da zwischenzeitlich einige hessische Regimenter zum Schutze der wittgensteinschen Bevölkerung abgestellt worden waren. Die Alertshäuser waren gewillt, die Regimenter zu begleiten, um die gestohlenen Sachen zurückzuholen.
Die Jahre zwischen 1634 und 1637 waren die schlimmsten Jahre für Alertshausen und der gesamten Region. Hauptursache waren die Einquartierung kaiserlicher und Darmstädter Truppen. Diese veranlasste die Alertshäuser Bevölkerung, Haus und Hof zu verlassen. Um leben zu können, zogen die feindlichen Truppen weiter nach Elsoff.
Die Bevölkerungszahlen gingen durch diese Umstände, durch Hunger und Vertreibung und ebenfalls durch Pestzeiten (1624, 1636) drastisch zurück. In einem Untertanenverzeichnis von 1627 wurden in Alertshausen 28 Häuser bewohnt. 1644 betrug ihre Zahl nur noch sieben bewohnte, zwei leerstehende und zwölf abgebrannte. Die hohe Zahl abgebrannter Häuser ist vermutlich durch einen Brand in der Zeit kurz vor 1644 bedingt. Dies ist aber nicht belegt. Wahrscheinlicher ist aber der Zusammenhang mit den schon genannten Überfällen.
Ab 1638 beruhigte sich das Leben im Ort allmählich. Auch für die Jahre 1639 bis 1642 war Alertshausen frei von Einquartierungen und Überfällen. Dennoch mussten Abgaben an Truppenführer beider Seiten geleistet werden. Trotz dieser weiterhin hohen finanziellen Belastungen erholten sich das Land und die Viehbestände.
Im Jahre 1645 kam es noch einmal zum Auflodern des Krieges. Grund dafür war die von der Landgräfin Amalie Elisabeth von Hessen beabsichtigte Rückeroberung von Oberhessen unter französischer und schwedischer Führung, dem sogenannten „Hessenkrieg“. 1648 gingen beim Durchzug in Alertshausen, Elsoff und Beddelhausen 44 Malter Korn, sechs Malter Gerste, 54 Malter Hafer, 27 Kühe, acht Rinder, 145 Schafe, 44 Schweine und zwei Kälber verloren. Der schwedische Durchmarsch kostete nochmals 27 Malter Korn, 67 Malter Hafer, 15 Pferde, 50 Kühe, 43 Rinder, 202 Schafe, 61 Schweine und drei Kälber.

#### Bauernkrieg
Aufgrund der Zugehörigkeit zur Vogtei Elsoff waren die Alertshäuser nie Leibeigene. Aufgrund einer Bestimmung des Grafen wurde die Leibeigenschaft 1696 eingeführt. Diese wurde aber von Alertshausen nicht anerkannt und abgelehnt. Von wittgensteiner Seite wurde versucht die Grafschaft in eine Domäne umzuwandeln. Dieses führte 1724 zur erneuten Einführung der Leibeigenschaft. 1725 kam es zur Auflehnung der „Vogteier“. Diese gipfelte in einem Gefecht am 11. Oktober 1725. Fünf Elsoffer, ein Alertshäuser und ein Beddelhäuser verloren ihr Leben. Auch die Gegenseite hatte Verluste. Das Reichskammergericht sprach am 13. Oktober 1724 die Vogtei der Rebellion schuldig. Die Vogtei musste die in 28 Jahren nicht geleistete Fronarbeit durch Zahlung von 1.479.782 Reichstalern wiedergutmachen. Aufgrund weiterer Prozesse brauchte diese hohe Schuld nicht getilgt werden. Ersatzweise wurde ein Dienstgeld eingeführt.

### Allgemeine Ereignisse

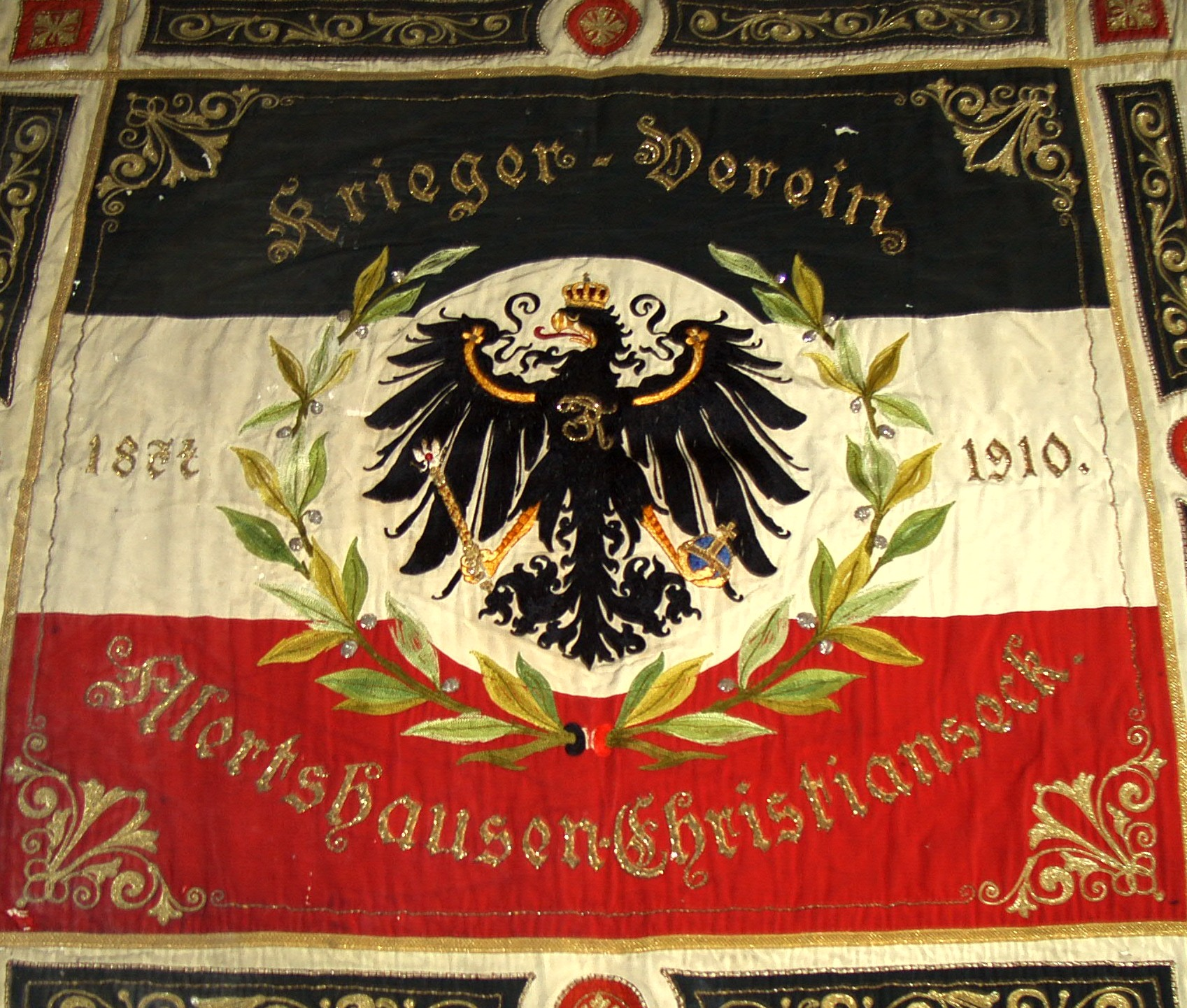
Fahne des ehem. Kriegervereins

Am 4. Oktober 1785 wurde die endgültige Wittgenstein-hessische Zehntgrenze mit 44 nummerierten Grenzsteinen versehen. 1801 wurde die baufällig gewordene Kapelle abgerissen. Am 24. Oktober 1802 konnte das neu errichtete Gotteshaus wieder eröffnet werden.
1865 beginnt mit der Mutung der Grube Reinhold eine kurze bergmännische Periode in Alertshausen. 1891 wurden noch die Gruben Mit Gott gewagt und Freudenberg gemutet. 1874 wurde der Kriegerverein gegründet, der bis in die Zeit kurz nach dem Zweiten Weltkrieg aktiv bleibt. 1894 wurde der Männergesangverein, der heute als gemischter Chor auftritt, gegründet. Im Jahre 1899 wurde die Dorfschule gebaut.
1918–1919 forderte die Spanische Grippe in Alertshausen und dem Elsofftal zahlreiche Opfer. Das Elsofftal gehörte zu den am stärksten betroffenen Gebieten im Regierungsbezirk Arnsberg.
Im Jahre 1920 wurde von der Gemeindeversammlung beschlossen, das Alertshausen an das Stromnetz angeschlossen werden sollte. 1921 wurde das Transformatorenhaus gebaut. Die Kosten betrugen 17.905,02 Mark. Im Herbst dieses Jahres leuchteten die ersten Glühlampen in Alertshausen. Am 18. Juli 1923 folgten die Außengehöfte.
Die Versorgung der Bevölkerung mit Trinkwasser gipfelte 1911 mit dem Bau der Wasserleitung. 1834 musste aufgrund einer Anweisung des Landrates eine Brandwehr aufgestellt werden. 1859 wurde von der Firma Grell in Wetzlar eine Handdruckspritze gekauft. Diese ist noch heute funktionsfähig. Da die Brandwehr kaum organisiert war, wurde 1934 die Freiwillige Feuerwehr gegründet.

### Gegenwart
1967 wurde der Heimat- und Verkehrsverein gegründet.
Aufgrund des Sauerland/Paderborn-Gesetzes vom 5. November 1974 verlor Alertshausen seine Selbständigkeit als Gemeinde und wurde ein Stadtteil von Bad Berleburg. Das Gesetz trat am 1. Januar 1975 in Kraft.
Im Jahre 1988 schloss sich die Dorfjugend mit der Gründung des "Bärenvereins" zusammen.
Erst in den Jahren 2002 und 2003 wurde Alertshausen an die öffentliche Kanalisation angeschlossen.

### Einwohnerentwicklung
- 1961: 334 Einwohner[3]
- 1970: 331 Einwohner[3]
- 1974: 338 Einwohner[4]
- 2002: 330 Einwohner
- 2011: 284 Einwohner

### Kirchliches Leben in Alertshausen

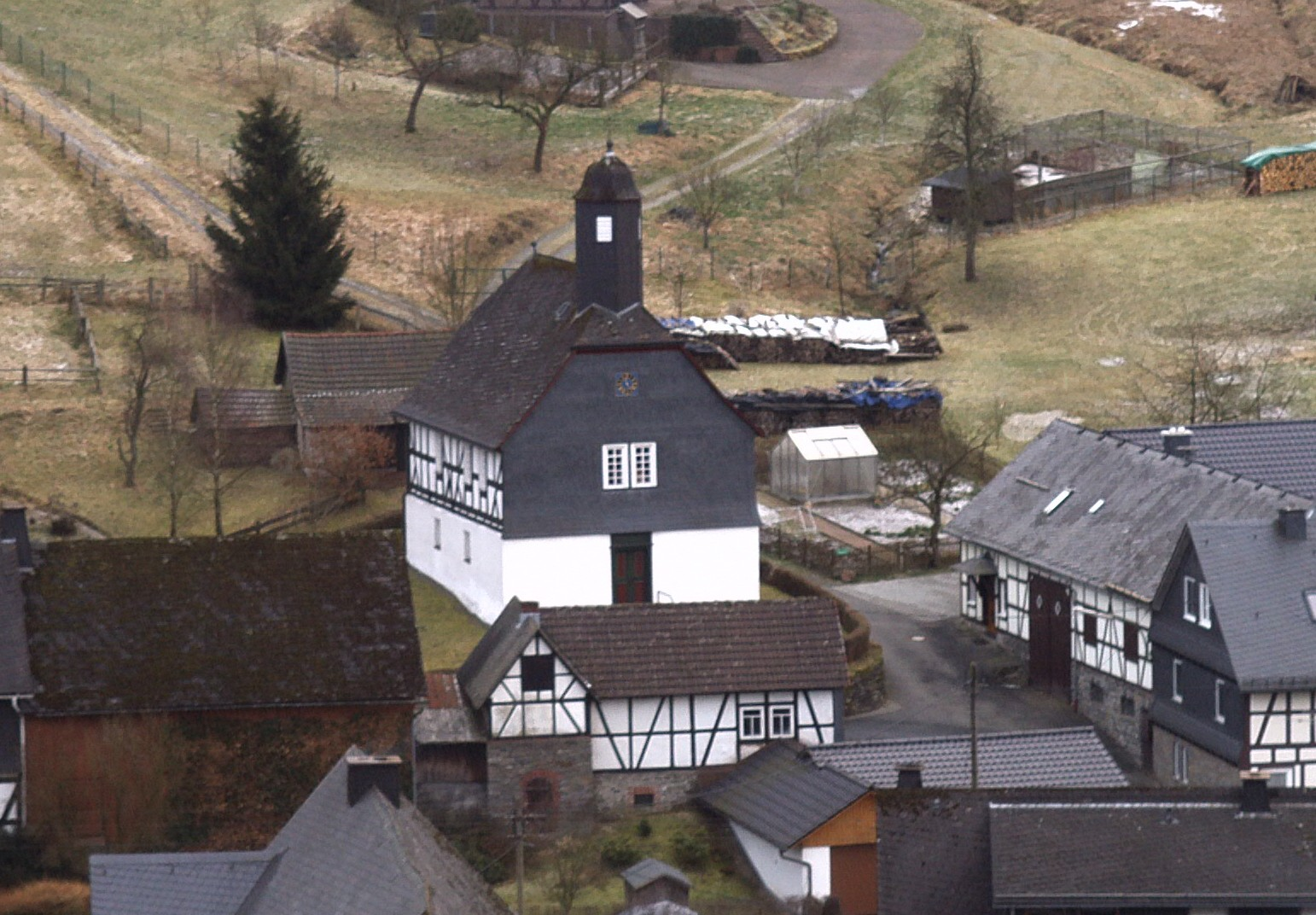
Kirche (Kapelle) zu Alertshausen

Die erste urkundliche Erwähnung einer Kapelle zu Alertshausen datiert auf das Datum 23. März 1558, was dem Verzeichnis der Rechnungen von den Kirchen im Ampte Ruschein (Richstein) zu entnehmen ist. Die erste vollständig erhaltene Kapellenrechnung des Kapellenmeisters von Alertshausen trägt das Jahr 1655.
Man weiß nicht genau wie oft in Alertshausen der Gottesdienst abgehalten wurde. Da der Elsoffer Pfarrer, wie heute auch noch, die Kapellengemeinde Beddelhausen zu betreuen hatte, wird sich seine Tätigkeit in Alertshausen auf einen Gottesdienst einmal im Monat beschränkt haben. Im Jahr 1669 fanden aus Krankheitsgründen des Pfarrers überhaupt keine Gottesdienste statt. Dieses hatte zur Folge, dass die Kollekte ausblieb und keine Almosen verteilt werden konnten. Seit dieser Zeit werden in Alertshausen Abendmahlgottesdienste durchgeführt. Beliebte Termine waren Neujahr, Ostern und Pfingsten und vor allem der 2. Weihnachtsfeiertag.
Der Friedhof befand sich in Alertshausen bis 1871 direkt an der Kapelle. Aus Platzgründen wurde in diesem Jahr der neue Friedhof „im Neuling“ eingeweiht.
Große Bedeutung für das kirchliche Leben in Alertshausen haben die Jahre 1672 bis 1674. Es wurde die Anschaffung einer Kirchenglocke beschlossen. Der Kauf der Glocke lief über einen jüdischen Kaufmann zu Hallenberg, gegossen wurde die Glocke in Fritzlar. Da die Alertshäuser nicht pünktlich zahlten, kam es in Hallenberg zu einem Gerichtstermin. Trotz aller Umstände konnte die Glocke 1674 in einen extra dafür errichten Turm an der Kapelle eingebracht werden.
Eine Altersversorgung im Sinne wie wir sie heute kennen, gab es zu jener Zeit nicht. Das Amt der Armenfürsorge war Aufgabe der Kapellengemeinde. Finanzielle Grundlage waren die Einnahmen während des Gottesdienstes in das Opfersäckelchen. Die Verteilung der Almosen fiel aufgrund der geringen Gottesdienste zumeist sehr dürftig aus. Nutznießer dieser Almosen waren Witwen und Kranke. Die Gelder wurden bei auftretenden Problemen wie Krankheiten oder Brandkatastrophen speziell an den einzelnen verteilt.
Für die Jahre 1709 bis 1712 sind in den Rechnungen keine Ausgaben für Arme und Bedürftige verzeichnet, vermutlich weil größere Reparaturen an der Kapelle durchgeführt werden mussten. Die häufigsten Arbeiten die an der Kapelle vollbracht werden mussten, waren die Pflege der Kirchhofsmauer und Ausbesserungsarbeiten am Kapellendach. Der Leiendecker (Steindecker) war der meist beschäftigte Handwerker am Gebäude. 1802 musste die Kapelle wegen Baufälligkeit abgerissen werden und durch einen Neubau ersetzt werden. Seit dem 18. November 1983 wird die Kapelle als eingetragenes Baudenkmal geführt.

## Bauwerke
- siehe: ehemalige Obere Mühle (Alertshausen)

## Bildergalerie

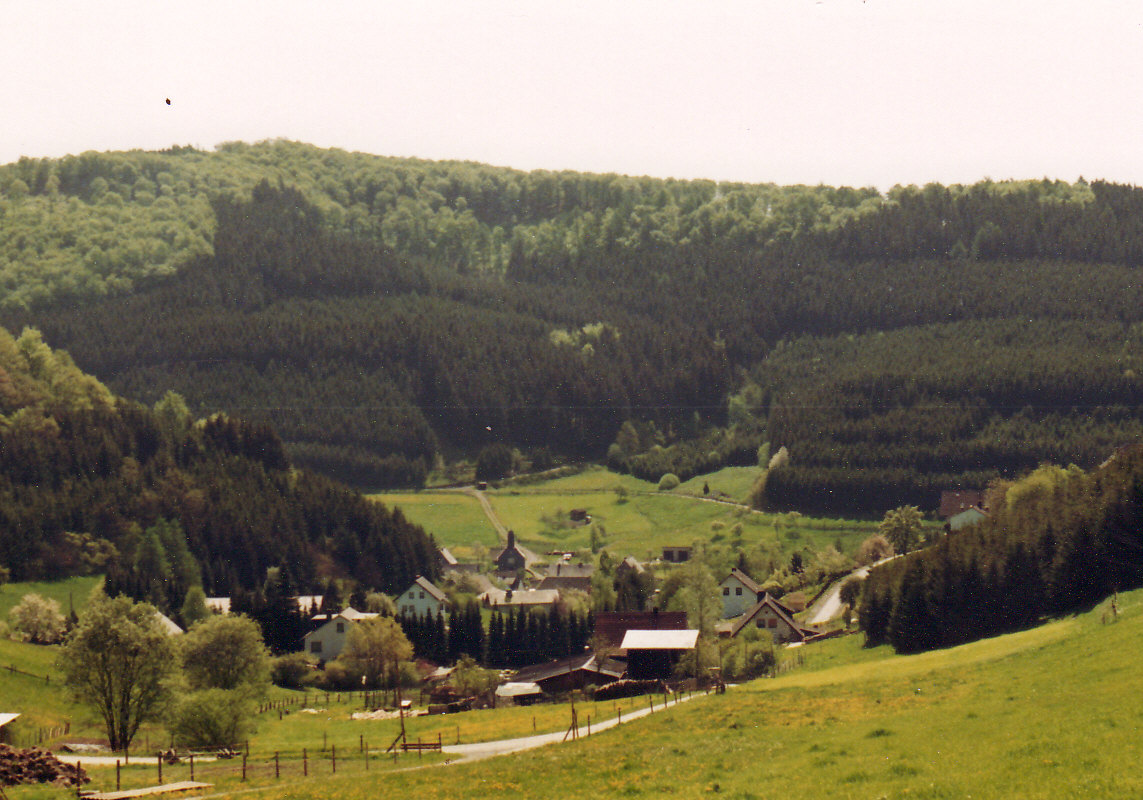
Schwarzenbach
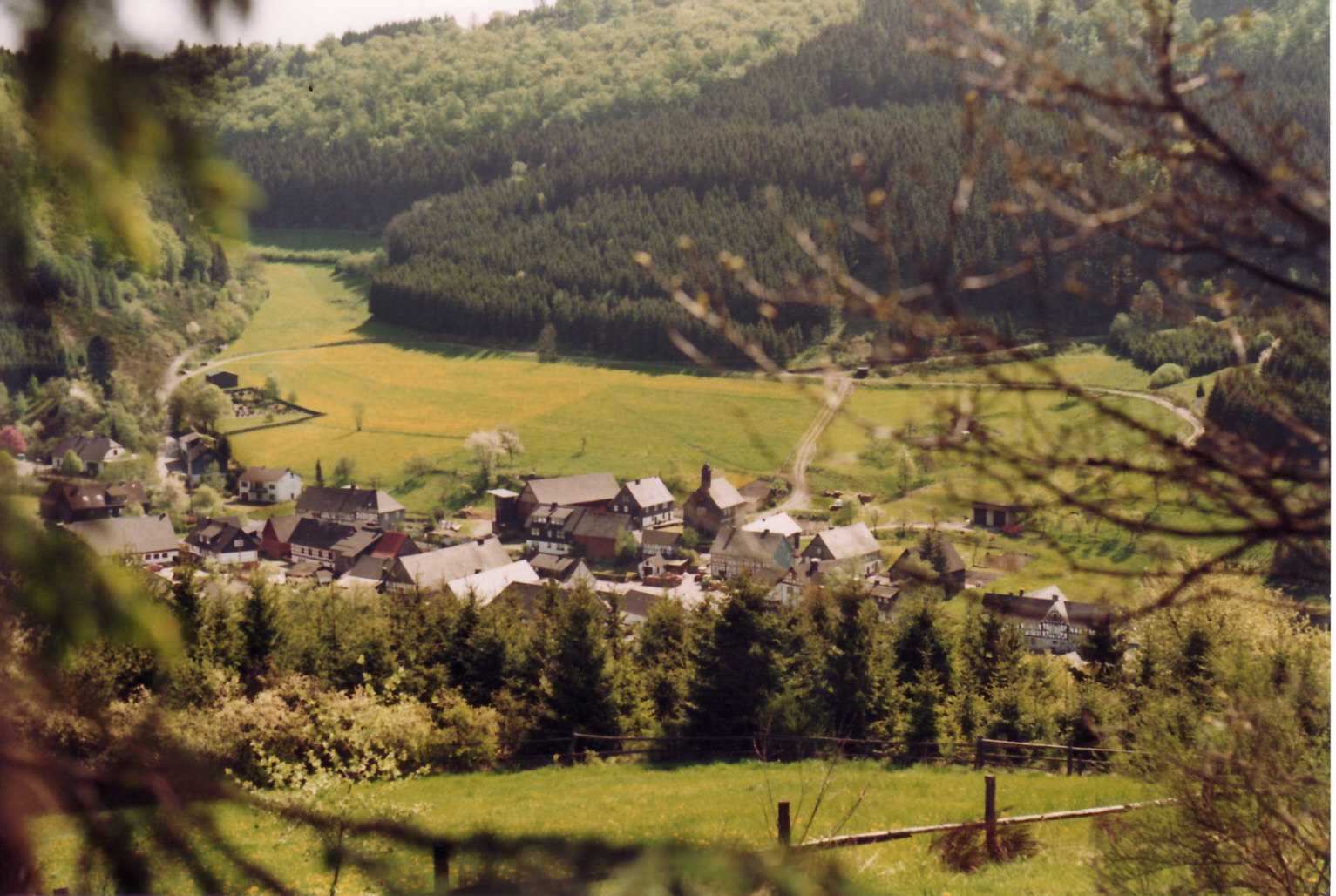
Blick vom "Katzensturz"
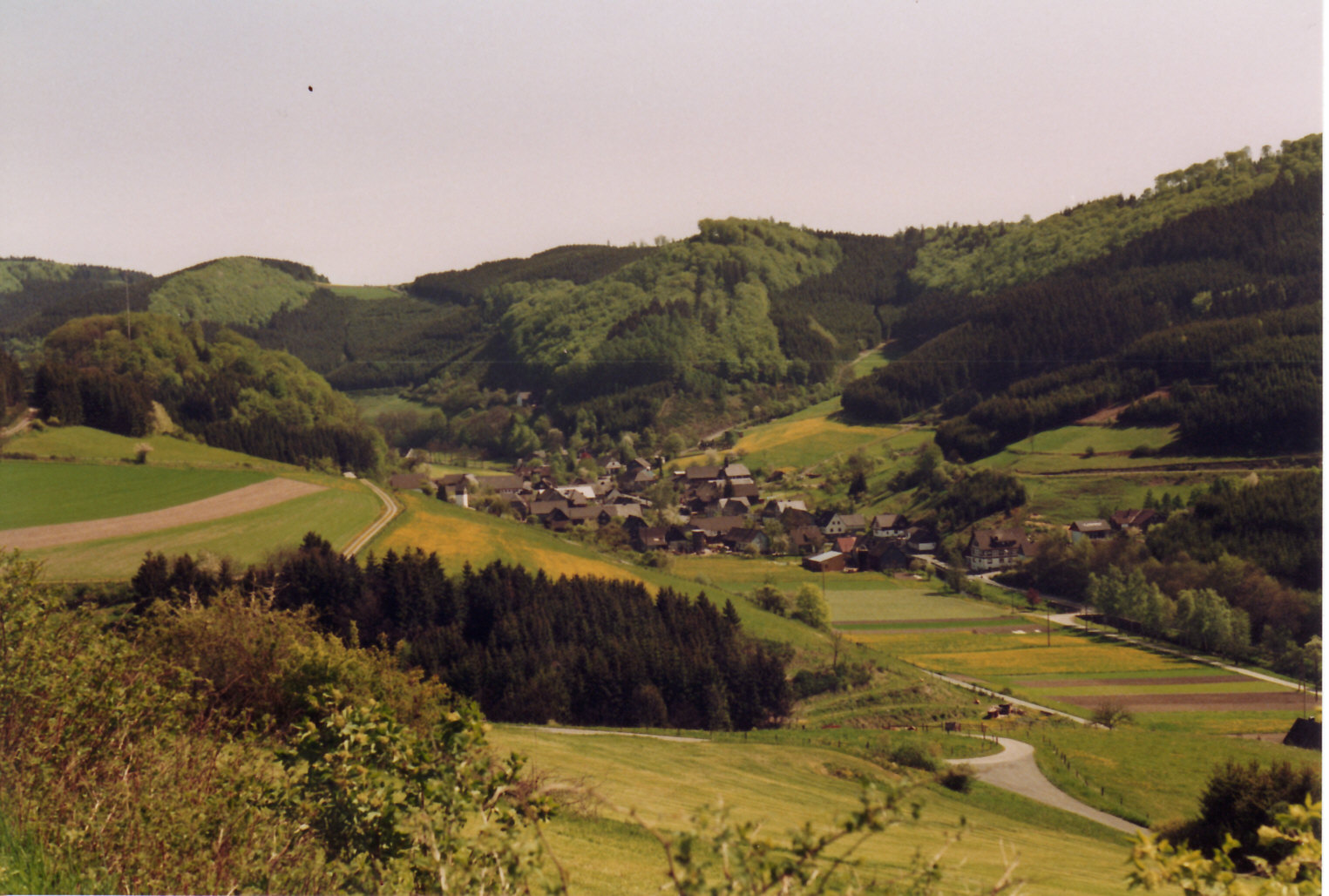
Blick vom "Hüls"
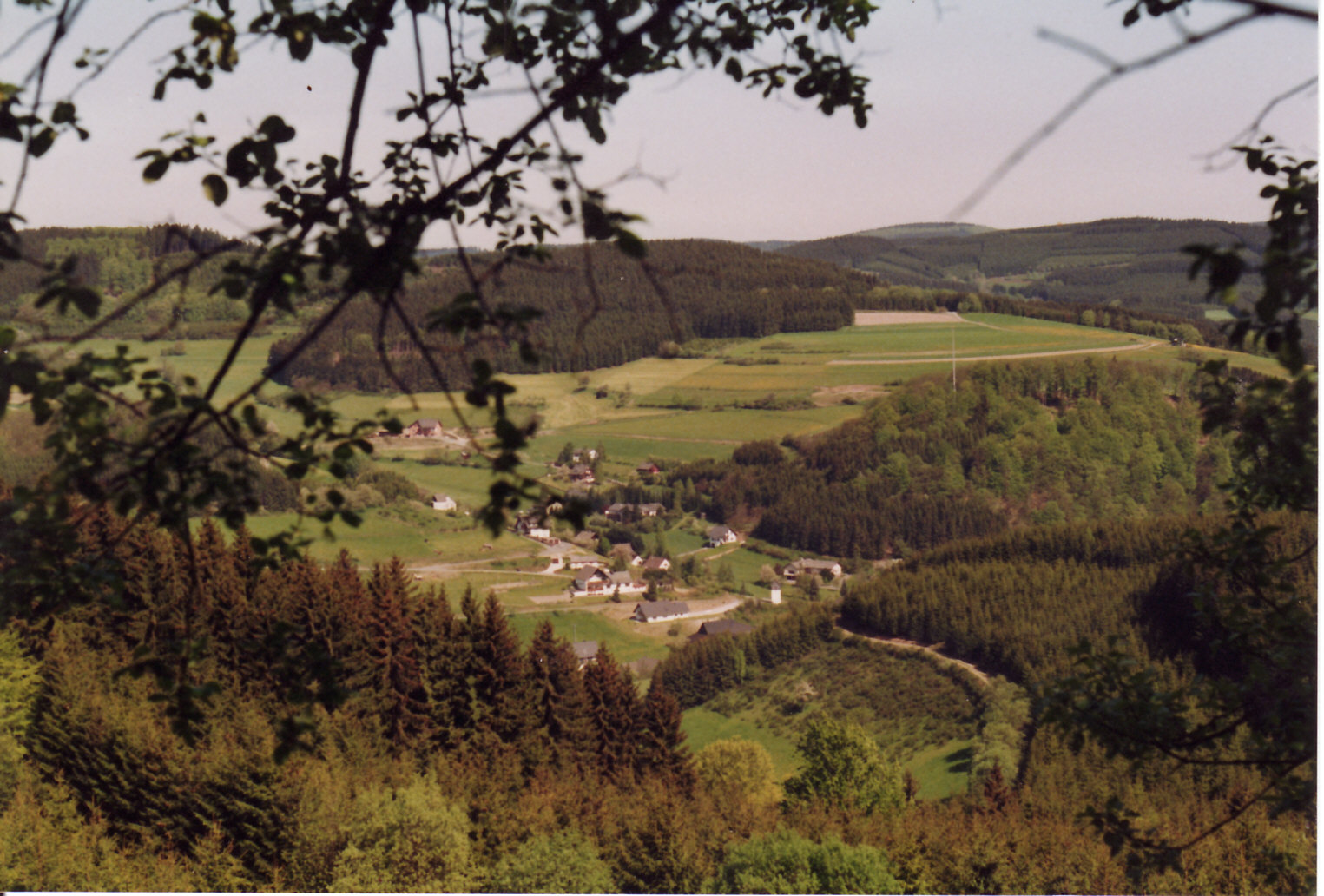
Blick von der "Fallgrube"

## Regelmäßige Veranstaltungen
- Osterfeuer – Dorfjugend – Karsamstag
- Spritzfest – Freiwillige Feuerwehr (Stadtjugendspiele)- Sommerferien
- Ermittlung des Bärenkönigs – Dorfjugend – 2. Wochenende im August
- Bärentanz – Dorfjugend – 27. Dezember